# Trochosa tenebrosa
Trochosa tenebrosa là một loài nhện trong họ Lycosidae.
Loài này thuộc chi Trochosa. Trochosa tenebrosa được Eugen von Keyserling miêu tả năm 1877.